# Potassichastingsita
La potassichastingsita és un mineral de la classe dels silicats que pertany al grup del nom arrel hastingsita.

## Característiques
La potassichastingsita és un amfíbol de fórmula química KCa₂(Fe2+₄Fe3+)(Al₂Si₆O22)(OH)₂. Va ser aprovada com a espècie vàlida per l'Associació Mineralògica Internacional l'any 2019, sent publicada per primera vegada un any després. Cristal·litza en el sistema monoclínic. La seva duresa a l'escala de Mohs és 5,5.
L'exemplar que va servir per a determinar l'espècie, el que es coneix com a material tipus, es troba conservat a la col·lecció mineralògica del Museu Geològic de la Xina, a Beijing (República Popular de la Xina), amb el número de catàleg: m13815.

## Formació i jaciments
Va ser descoberta al dipòsit d'arsènic i cobalt de Danailingou, situat a Hexigten Banner, a la ciutat de Chifeng (Mongòlia Interior, República Popular de la Xina), on es troba en forma d'agregats gruixuts negres. També ha estat descrita en altres indrets de la Xina, així com a l'Índia, l'Argentina, els Estats Units, Groenlàndia, la República Txeca i Rússia.